# Ministerie van Koloniën (België)
Het Ministerie van Koloniën is een voormalig Belgisch ministerie dat van 1908 tot 1960 onder die naam heeft bestaan en de zaken met betrekking tot Belgisch-Kongo regelde.
Het bestuur over de kolonie bestond zowel uit het Belgische bestuur van het Ministerie van Koloniën in Brussel, als uit het Afrikaanse bestuur in Leopoldstad, nu Kinshasa.
Vanaf de jaren 1930 subsidieerde het ministerie van Koloniën regelmatig artistieke missies. Voor zijn eerste reis in 1934 ontving André Hallet wel alle mogelijke officiële steun, maar geen reisbeurs. Voor zijn tweede reis in 1936 kreeg hij die wel.Ook de beeldhouwster Jeanne Tercafs ontving een reisbeurs. De overheid nam zo voor de kunstenaars de belangrijkste hindernis weg om een koloniale studiereis te maken, met name de hoge reiskosten. In ruil voor deze financiële inspanning eiste het ministerie van Koloniën een deel van het artistieke resultaat te verwerven. Bovendien verbond deze werkwijze de reisbeurs onmiddellijk met de koloniale propaganda. Het ministerie van Koloniën verhoogde zo het artistieke propagandamateriaal dat dan werd tentoongesteld op salons, Wereldtentoonstellingen en in musea .
In 1935 werd onder impuls van Gaston-Denys Périer en Jules Destrée de Commission pour la Protection des Arts et Métiers indigènes (COPAMI) binnen het ministerie van Koloniën opgericht. Deze Commissie adviseerde het ministerie over de bescherming van de authenticiteit van de Congolese kunst en de ambachten en over hun plaats op de (wereld)tentoonstellingen.
Van 1924 tot 1960 was het ministerie gevestigd in het Hotel Coudenberg aan het Koningsplein nr. 7, naast de kerk van Sint-Jacob-op-Koudenberg, en waar nu het Grondwettelijk Hof zetelt.
Het archief van het ministerie van Koloniën maakt nu deel uit van het Afrikaans archief van het ministerie van Buitenlandse Zaken.